# Jos van Immerseel
Jos van Immerseel est un claveciniste, pianiste et chef d'orchestre belge, né à Anvers le 9 novembre 1945.

## Biographie
Jos van Immerseel étudie le piano avec Eugène Traey, l'orgue avec Flor Peeters, le clavecin avec Kenneth Gilbert, le chant avec Lucie Frateur et la direction d'orchestre avec Daniel Sternefeld. Il fonde en 1964 l'ensemble Collegium Musicum, qu'il dirigera jusqu'en 1968. Avec lui, il explore le répertoire renaissance et baroque sur instruments d'époques.
En 1973, il reçoit le premier prix à l'unanimité du jury, ainsi que le prix du public lors du premier concours de clavecin de Paris.
En 1987, il fonde avec quelques instrumentistes rassemblés autour de lui deux ans plus tôt, l'orchestre Anima Eterna. Avec cet orchestre, il interprètera le répertoire baroque et crée en 1988 à l'Opéra Royal de Versailles  Les Plaisirs de Versailles H.480 de Marc-Antoine Charpentier, dans une mise en scène de Philippe Lenael. Puis il aborde le répertoire classique, romantique et même contemporain.
En 2021, peu après son 75e anniversaire, van Immerseel annonce le retrait du poste de chef d'Anima Eterna, pour céder la place à une génération plus jeune, il restera disponible comme chef invité de l'orchestre.
En septembre 2023, Jos van Immerseel sort, chez Chanel Classics (CCS45523), un coffret de trois albums, Il a enregistré sept maîtres parisiens du XVIIIe siècle sur trois clavecins historiques, parmi les pièces les plus exceptionnelles du Musée de la musique de la Philharmonie de Paris.
Il a formé plusieurs clavecinistes et organistes tels que Frank Agsteribbe.